# فؤاد فتحي
فؤاد فتحي (1941 - 2024)، هو فنان مُطرب ومُلحن عراقي مُلقب بـ "عبد الوهاب العراق"، وهو والد الفنانة الراحلة مي فؤاد. ويُعد من مؤسسي فرقة الانشاد العراقيه وله سجل حافل وارث كبير من الألحان وغناء الموشحات والقصائد ومثل العراق في كثير من البلدان العربية.

## حياته
التحق بمعهد الفنون الجميلة عام 1966، ودرس أصول الغناء والنظريات الموسيقية على يد الموسيقار جميل سليم، وتعلم العود من الموسيقار حسام الجلبي، وقراءة الموسيقى "لصولفيج" على يد الموسيقار روحي الخماش. وفي عام 1969، قرر أن يلتحق بالإذاعة والتلفزيون في بغداد، فتقدم للاختبار واستطاع أن يكون الأول بين 3 مطربين اختارتهم الإذاعة من بين 300 متقدماً، فكانت انطلاقته نحو احتراف الغناء وبدأ العمل ضمن كورس الإذاعة. وفي هذه الأثناء، لفت فتحي انتباه الفنان ألفريد جورج والشهير باسم "فريد البابلي" الذي أعجب بأدائه وقدم له أغنية "صوتك الساحر" عام 1969 وهي أولى أغنياته في الإذاعة.

## وفاته
توفي في شهر مارس من عام 2024 إثر جلطة دماغية في أحد مستشفيات العاصمة المصرية القاهرة، عن عمر ناهز 70 عاماً.

## من أعماله
ومن أشهر أغنياته أيضا "قربك جنة وبعدك نار"، و"إنطيني عنوانك"، و"فرحني يا حبيبي"، و"يا طيبة"، و"بغداد يا قلعة"، و"سألت الشمس".

## وصلات خارجية
- صفحته على موقع السينما العربية.
- عن حياة الفنان فؤاد فتحي.